# Concha Buika
Concha Buika (Palma, 1972) és una cantant mallorquina d'origen guineà. Amb una fusió d'estils (flamenc, copla, bolero, jazz, reggae, soul, funk, rhythmn and blues, hip-hop, electrònica i ritmes africans) combinats en una síntesi molt personal i amb una veu trencada molt suggerent, la seva música ha estat reconeguda arreu del món. Viu a Miami de 2011 ençà.

## Biografia
Va néixer a Mallorca, on vivia la seva família, exiliats polítics de Guinea Equatorial. És filla d'Honorina Buika i de l'expolític i escriptor guineà Juan Balboa Boneke, i germana de Guillem Balboa Buika. La comunitat gitana del barri de Son Gotleu, a Palma, on es va criar, va ser per a ella una segona llar, i va trobar en el flamenc una forma d'expressió autèntica.

## Trajectòria musical
A disset anys va començar a cantar blues i va prendre contacte amb músics mallorquins, espanyols i americans com Jacob Sureda, Noah Shaye, Òscar Guerrero i Miquel Rodríguez. Durant els anys noranta col·laborà amb grups espanyols de hip-hop i del house. Va compondre i fer arranjaments per al muntatge teatral «Ombra», de La Fura dels Baus, i per a la banda sonora de la película "Km. 0", dirigida por Rafael Albero, amb música de Joan Bibiloni.
El seu primer disc, Mestizüo (2000), és el resultat d'una exploració en el jazz, amb Jacob Sureda. El seguí Buika (2005), el seu primer disc en solitari. El 2006 s'estrenà amb la producció de Javier Limón i llançà Mi niña Lola, que seria Disc d'or, amb més de 70.000 còpies. El 2008 el seu quart disc, Niña de fuego, va catapultar la seva carrera internacional: el disc recuperava la copla, s'estrenava amb la ranxera i incloïa temes compostos per l'artista. Després d'uns quants concerts a Los Ángeles, Miami i Nova York, el disc va rebre dues nominacions als premis Grammy Llatins de 2008, com a «Àlbum de l'Any» i «Millor Producció». Una edició especial del disc es va posar a la venda acompanyat d'un llibre de poemes de Buika il·lustrats amb autoretrats. El 2009, amb Chucho Valdés, enregistra a Cuba El último trago, un tribut a Chavela Vargas en el seu norantè aniversari. La Noche más larga, de 2013, gravat a la ciutat de Nova York i Madrid, conté cinc composicions pròpies i algunes peces clàssiques. El 2015 va editar Vivir sin miedo, cantat sobretot en anglès: amb algun rastre del flamenc i el jazz, presenta un aroma caribeny i una sòlida base electrònica i pop. Para mí, de 2016, és un recull de cinc cançons intimistes entre les quals hi ha una peça de Camarón de la Isla. Deadbeat s'ha editat al 2018.
Al llarg de la seva carrera ha fet unes quantes gires mundials, per Europa, Japó, EEUU i Mèxic la primera, el 2006; la gira de 2015 la portava de nou a Barcelona, al Palau de la Música –on ja havia cantat el 2010–, i a Madrid; en la de 2019 s'acompanyava d'una formació estrictament femenina. Ha cantat a l'Amèrica Llatina, els EUA, Austràlia, Nova Zelanda, Àfrica, Turquia, els Balcans, arreu d'Europa...
Ha col·laborat amb molts músics i ha participat en els seus enregistraments, per exemple, ja en el 2008 amb la cantant de fado portuguesa Mariza, en un duo inclòs en el seu disc Terra (Petites Veritats) i amb Eleftheria Arvanitaki, en el tema Mírame. El setembre de 2009 va sortir al mercat una col·laboració realitzada amb Nelly Furtado, en el tema anomenat Fuerte, tot un himne a la força de la dona. Va cantar al costat de Tomeu Penya el seu tema Ho feim. Al llarg de la seva carrera ha actuat amb Pipi Piazzolla i el sextet Escalandrum per explorar el tango, ha participat en el disc Africa Speaks, al costat del guitarrista Carlos Santana, i també amb Anoushka Shankar, Chick Corea, Pat Metheny, Charles Aznavour, Niño Josele, Jason Mraz, Martin Terefe, Luz Casal, José Luis Perales o Armando Manzanero.

## Premis i reconeixements
- Disc d'Or per l'àlbum Mi niña Lola, lliurat per Joaquin Sabina.[12]
- Millor àlbum: Mi niña Lola (Premis de la Música, 2007).
- Millor Producció: Mi niña Lola, Javier Limon (Premis de la Música, 2007).
- Germany Visual Critics Award 2007: Mi niña Lola
- Premi Ramon Llull 2008
- Disc d'Or per El Ultimo Trago (Colombia, 2010).[12]
- Premis Grammy Llatins 2010: Millor àlbum tropical tradicional per El Ultimo Trago.[13]
- Luna del Auditorio Nacional México 2013: Best World Music Act La Noche más Larga
- Antonio-Carlos-Jobim Award Montreal 2017: World Music/ Jazz Cultural crossover.

A més d'aquests premis, també va estar nominada als Grammy Llatins els anys 2008, 2010, 2016.
L'any 2011 el director de cinema Pedro Almodóvar va incloure dos dels seus temes com a banda sonora del film La piel que habito.

## Discografia
- Mestizüo (2000), amb el pianista Jacob Sureda
- Buika (2005)
- Mi niña Lola (2006)
- Niña de fuego (2008)
- El último trago (2009) amb el pianista Chucho Valdés
- En mi piel (2011, recopilatori)
- La noche más larga (2013)
- Vivir sin miedo, 2015
- Para mí, 2017
- Deadbeat, 2018 (Single - 22 de juny)